# Miloslav Vlk

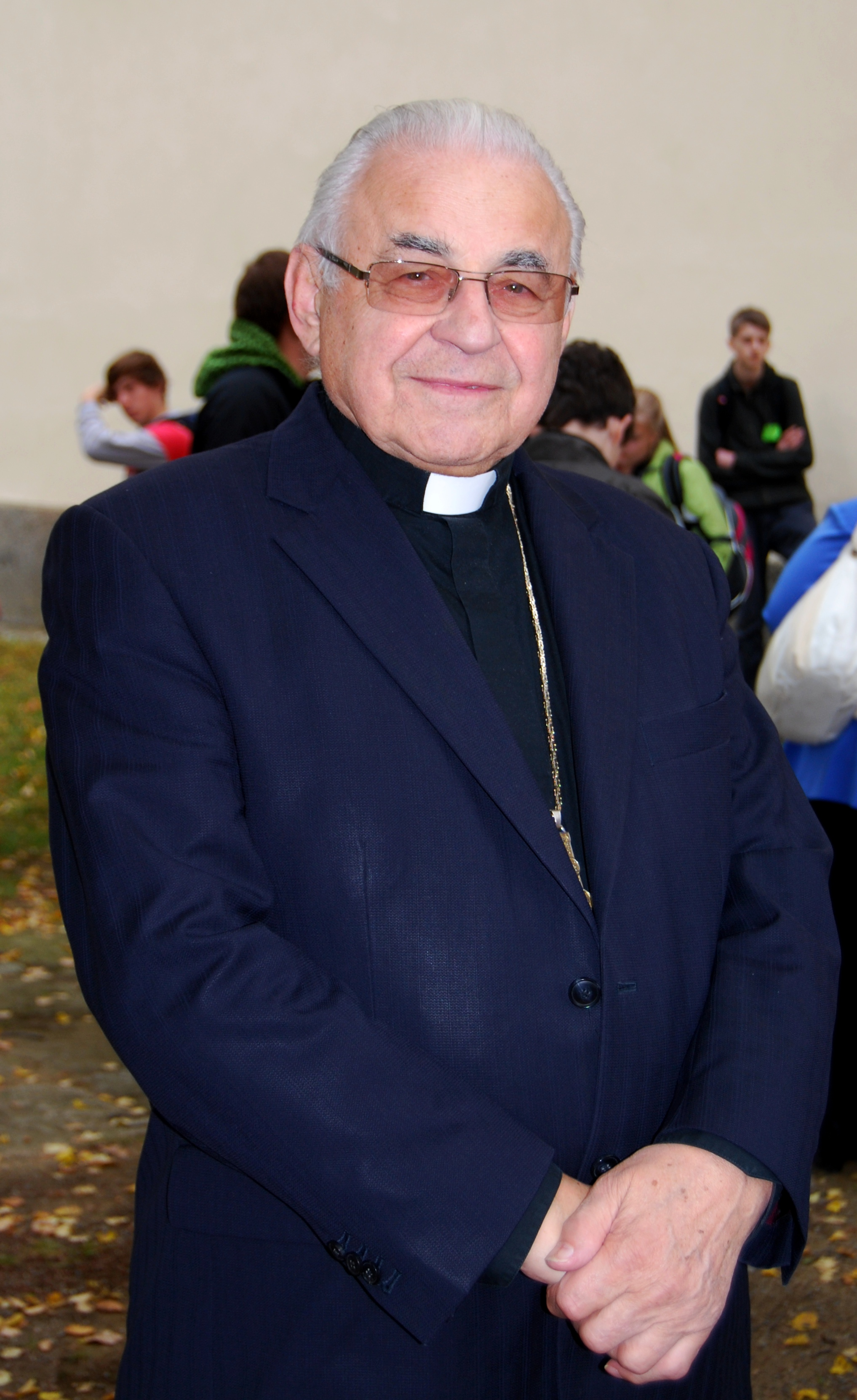
Miloslav Kardinal Vlk, Oktober 2012

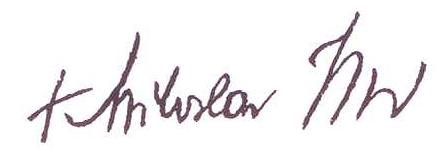
Signatur

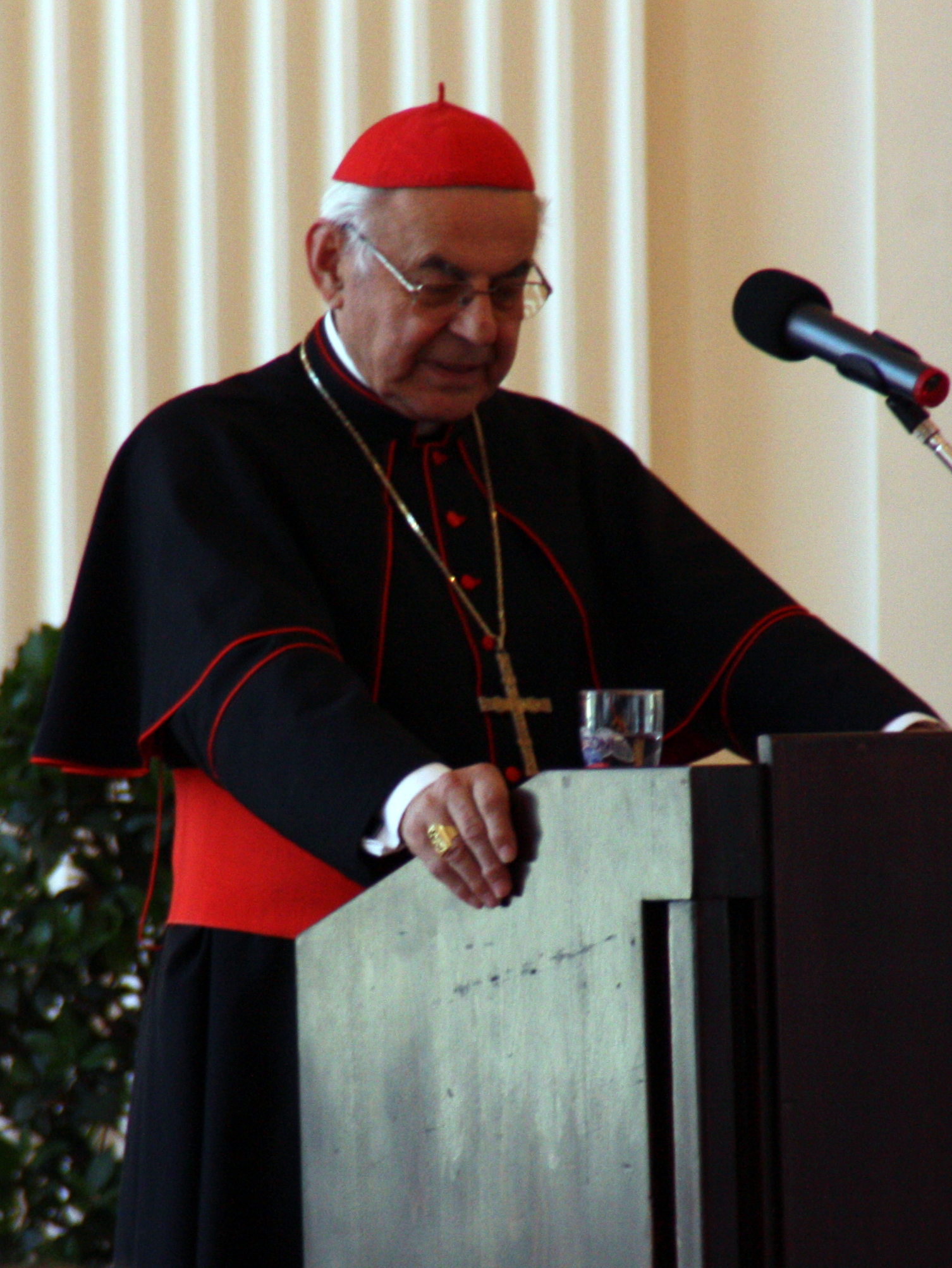
Kardinal Vlk bei der Adalbert-Preis-Verleihung, Prag 2009

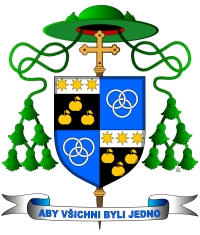
Wappen als Bischof von Budweis

Wappen als Kardinal-Erzbischof von Prag

Miloslav Kardinal Vlk (* 17. Mai 1932 in Líšnice bei Milevsko, Tschechoslowakei; † 18. März 2017 in Prag) war ein tschechischer Geistlicher und römisch-katholischer Erzbischof von Prag. Er war von 1993 bis 2001 Präsident des Rates der europäischen Bischofskonferenzen (CCEE) mit Sitz in St. Gallen.

## Leben
Miloslav Vlk besuchte das Gymnasium in Budweis, das er 1952 mit dem Abitur abschloss. Als nach dem Februarumsturz 1948 durch die Kommunisten in der Tschechoslowakei die Religionsfreiheit eingeschränkt und die Katholische Kirche verfolgt wurde, war es Miloslav Vlk zunächst nicht möglich, seinem Wunsch entsprechend Katholische Theologie zu studieren, um Priester zu werden. Er arbeitete erst als Monteur in einer Autofabrik und leistete dann den Militärdienst ab. 1955 konnte er ein Studium der Archivkunde an der Prager Karls-Universität aufnehmen, das er 1960 mit der Promotion abschloss. Anschließend arbeitete er vier Jahre als Archivar an verschiedenen Archiven in Südböhmen, unter anderem als Direktor des Bezirks- und Staatsarchivs in Budweis.
1964 gelang es ihm schließlich, als Priesteramtskandidat an der Theologischen Hochschule in Leitmeritz zu studieren. Am 23. Juni 1968, im Jahr der Bemühungen um eine Demokratisierung und Liberalisierung der Tschechoslowakei, empfing Miloslav Vlk die Priesterweihe durch den späteren Budweiser Bischof Josef Hlouch, dessen Sekretär er wurde. Nach der Niederschlagung des Prager Frühlings 1968 musste er 1971 diese Stelle verlassen. 1971 bis 1972 wirkte er als Pfarradministrator in Lažiště, anschließend bis 1978 in Starý Rožmitál. Seine erfolgreiche Seelsorgstätigkeit sowie seine Akzeptanz und sein Ansehen bei den Gläubigen war den staatlichen Behörden schon bald politisch verdächtig. 1978 bis 1989 war ihm jegliche priesterliche Tätigkeit untersagt.
Vlk arbeitete ab 1978 zunächst acht Jahre als Fensterputzer in Prag und dann als Archivar bei einer Bank. Im Geheimen wirkte er jedoch auch als Priester und intensivierte in dieser Zeit seine Kontakte zur Fokolar-Bewegung, die in der damaligen Tschechoslowakei seit den frühen 1960er Jahren präsent war.
Am 1. Januar 1989, kurz vor Beginn der politischen Wende, wurde ihm die Erlaubnis zum Ausüben des Priesteramtes auf Probe für die Frist eines Jahres erteilt. Er wurde Pfarrer in Žihobce und Bukovník im Okres Klatovy und später in Čachrov und gleichzeitig in den Pfarrgemeinden Běšiny, Javorná, Železná Ruda und Strážov.

### Bischof von Budweis
Am 14. Februar 1990 wurde Miloslav Vlk, nur ein Jahr nach Aufhebung seines Amtsverbotes, zum Bischof des Bistums Budweis ernannt. Die Bischofsweihe spendete ihm am 31. März 1990 der damalige Prager Weihbischof und spätere Amtsnachfolger auf dem Budweiser Bischofsstuhl Antonín Liška; Mitkonsekratoren waren Franz Xaver Eder, Bischof von Passau, Franz Žak, Bischof von St. Pölten, Maximilian Aichern, Bischof von Linz, und Ján Sokol, Erzbischof von Trnava.

### Erzbischof von Prag
Nach dem Rücktritt des Prager Erzbischofs František Tomášek ernannte Papst Johannes Paul II. am 27. März 1991 Miloslav Vlk zu dessen Nachfolger. Dieses Amt trat er am 1. Juni 1991 an. 1993 wählte ihn die Tschechische Bischofskonferenz zu ihrem Vorsitzenden, er behielt den Vorsitz bis 2000. Papst Johannes Paul II. nahm ihn am 26. November 1994 als Kardinalpriester mit der Titelkirche Santa Croce in Gerusalemme in das Kardinalskollegium auf. Nach dem Tod Johannes Pauls II. nahm Kardinal Vlk am Konklave 2005 teil.
1993 bis 2001 bekleidete Vlk das Amt des Präsidenten des Rates der Europäischen Bischofskonferenzen. Nach dem Tod des Bischofs Klaus Hemmerle wurde Kardinal Vlk dessen Nachfolger als Moderator jener Bischöfe, die mit der Fokolar-Bewegung verbunden waren.
Erzbischof Vlk erwarb sich darüber hinaus große Verdienste im Aussöhnungsprozess zwischen der Tschechischen Republik und der Bundesrepublik Deutschland. Er sprach Deutsch und Italienisch und verstand darüber hinaus Russisch, Französisch, Esperanto und Latein.
Mit Erreichen der Altersgrenze von 75 Jahren bot Miloslav Vlk im April 2007 dem Papst seinen Rücktritt vom Amt des Prager Erzbischofs an. Papst Benedikt XVI. bat ihn jedoch, weitere zwei Jahre im Amt zu bleiben. Am 13. Februar 2010 nahm Benedikt XVI. dann sein Rücktrittsgesuch an.
Kardinal Vlk war Vorsitzender des Internationalen Preiskomitees der Adalbert-Stiftung.
Im März 2017 erlag er einem Krebsleiden und wurde im Prager Veitsdom bestattet.

## Ehrungen und Auszeichnungen
- 1993 Theologische Ehrendoktorwürde der Universität Passau
- 1999 Großes Verdienstkreuz des Verdienstordens der Bundesrepublik Deutschland
- 2001 Masaryk-Medaille
- 2002 Tomáš-Garrigue-Masaryk-Orden 2. Klasse
- 2002 Ehrendoktorwürde der Universität Oppeln
- 2010 Kulturpreis Karl IV. des Kulturvereins Aachen-Prag e. V.

## Mitgliedschaften

### Mitgliedschaften in der Römischen Kurie
- 1994–2012 Päpstlicher Rat für die sozialen Kommunikationsmittel
- 1994–2012 Kongregation für die Ostkirchen

### Mitgliedschaften in Vereinen
- seit 1991 im Verband der wissenschaftlichen katholischen Studentenvereine Unitas
- Ehrenmitglied des Exil-P.E.N.